# Saxton (Stati Uniti d'America)
Saxton è una borough degli Stati Uniti d'America, nella contea di Bedford nello Stato della Pennsylvania. Secondo il censimento del 2000 la popolazione è di 803 abitanti.

## Società

### Evoluzione demografica
La composizione etnica vede una maggioranza della razza bianca (99,25%) seguita da quella afroamericana (0,12%), dati del 2000.
| borough di Saxton Popolazione |     |
| 2000                          | 803 |
| Stima al 2009                 | 759 |